# Mary Potter
Mary Potter, OBE (9 de abril de 1900–14 de septiembre de 1981), fue una pintora inglesa cuyo trabajo es conocido por usar como contenido una paleta de colores sutiles.
Después de estudiar en la Escuela Slade de Artes Puras, Potter empezó su carrera, exhibiendo en Londres por el a inicios de la década de 1920. Desde el periodo del año 1950, su trabajo devenía cada vez más abstracto, y ella ganó más reconocimiento.

## Carrera y primeros años
Potter nació como Marian (Mary) Anderson Attenborough en Beckenham, Kent. Sus padres eran Arthur  (John) Attenborough (1873–1940), un abogado, y su mujer, Kathleen Mary, née Doble (1872–1957). Potter acudió a la escuela de St Christopher en Beckenham, y a la Escuela de Arte de Beckenham. Estudió con Henry Tonks en la Escuela Slade de Artes Puras, empezando en 1918, donde ganó gran cantidad de premios incluyendo el primer lugar en pintura de retrato.
Después de dejar escuela,  compartió un estudio en la calle Fitzroy en Londres, en el barrio bohemio de Fitzrovia, se convirtió brevemente en un miembro de la Sociedad Siete y Cinco y exhibió con El Club de Arte Inglés Nuevo y El Grupo de Londres. Trabajó en pintura de óleos y acuarelas. 
Se casó con el escritor y productor radiofónico Stephen Potter de 1927 a 1955. La pareja tuvo dos niños, Andrew (nacido 1928) y Julian (nacido 1931). 
Su primera exposición en solitario fue en 1932 en la Galería Bloomsbury en Londres.  Durante la Segunda Guerra Mundial, la familia se mudó fuera de Londres pero regresó poco después. Sus pinturas variaron desde bodegones y paisajes a retratos, incluyendo un de Joyce Grenfell.

## Últimos años
En 1951, Potter se mudó con su marido a Aldeburgh en la costa del este de Suffolk y vivió en La Casa Roja la cual ella intercambió, en 1957, por la Casa de Peña, adueñada por Benjamin Britten, con quien sería una amiga cercana después de su divorcio en 1955.
Con sus hijos ya mayores, pasó horas largas pintando. Mezclando pintura con cera de abejas,  consiguió una "calidad luminosa y gredosa", utilizando una "gama pálida" y un sutil rango de colores, creando su trabajo creció obras cada vez más abstractas. En su ensayo para el catálogo de su 1965 exposición en la Galería de Arte de Whitechapel, Pinturas de Mary Potter de 1938–1964, el director de museo Kenneth Clark dijo que los trabajos de Potter "existen en el ámbito de ver y sentir;  sabemos que son exactamente buenos en la misma manera que sabemos que un cantante esta perfectamente en tono";  él describió sus pinturas como "encantandos momentos de percepción aumentada".
En las décadas de 1960 y 1970, Potter obtuvo un reconocimiento creciente. Desde 1967 tenía siete muestras en solitario con el Centro de Arte Nuevo en Londres, el cual continuó abanderando su trabajo aún luego de su muerte, sosteniendo cinco exposiciones más de Potter. Le fue otorgada la OBE en 1979, y las exposiciones retrospectivas importantes de su trabajo estuvieron mostradas en la Galería Tate en 1980 y la Galería de Serpentina en 1981, la cual abrió con grande aclamación por parte de los críticos unos cuantos meses antes de su muerte. En una revisión de aquella exposición en The Sunday Times, Marina Vaizey escribió: "Los resultados sobre las pasadas décadas han sido pinturas de las más exquisitos redes en tensión de color resonante y pálido, los temas casi desaparecidos, pero los ecos imaginativamente sugieren la plenitud de la vida: una evocación evanescente de las formas y el entorno en que las personas viven. La gran delicadeza es paradójicamente llena de valor".
Murió de cáncer de pulmón, a la edad de 81 años, en su casa en Aldeburgh.

## Colecciones seleccionadas
- Galería Tate (cinco pinturas)[9]
- Museo de Guerra imperial
- Southampton Galería de Arte de la ciudad (cinco pinturas)
- Norwich, Museo del castillo
- El Fondo de arte de Gobierno (seis pinturas)
- Kirklees, Museos y galerías

## Exposiciones en solitario
- 1964 Whitechapel, Galería de Arte, retrospectiva
- 1967 a 1989 Centro de Arte Nuevo, Londres
- 1980 Galería Tate
- 1981 Galería de Serpentina (organizado por El Consejo de Artes de Gran Bretaña)

## Lecturas posibles
- Potter, Julian (1998). Mary Potter: Una Vida de Pintar, Scolar Prensa
- Spalding, Frances (1989). Mary Potter: 1900@–1981, Una Selectiva Retrospectiva. Oriel 31
- Vaizey, Marina (1980). Mary Potter. Pinturas recientes, 33 Aldeburgh Festival de Música & las Artes